# マリオ・ジェペス
マリオ・アルベルト・ジェペス・ディアス（Mario Alberto Yepes Diaz, 1976年1月13日 - ）は、コロンビア・カリ出身の元同国代表サッカー選手、現サッカー指導者。現役時代のポジションはディフェンダー（センターバック）。

## クラブ経歴
母国の強豪デポルティーボ・カリではリーグ優勝、そしてコパ・リベルタドーレス1999での準優勝に貢献。1999年6月にはアルゼンチンの名門CAリーベル・プレートへ移籍し、2度のリーグ制覇を経験した。
2002年1月にフランスのFCナントへ移籍すると、初挑戦のヨーロッパでも徐々に頭角を現し、2004年には同リーグの名門パリ・サンジェルマンFCへの移籍を果たす。4シーズン在籍したPSGでは、2つの国内カップ制覇に貢献。その後はイタリアに戦いの場を移し、ACキエーヴォ・ヴェローナでの2シーズンを経て、2010年夏にはACミランに加入した。
アレッサンドロ・ネスタやチアゴ・エミリアーノ・ダ・シウバらを擁するミランにあって出場機会は限られたものの、貴重なバックアッパーとしてチームのスクデット獲得に貢献した。2012年5月、ミランとの契約を1年延長。2013年夏、翌年に迫った2014 FIFAワールドカップに向けて出場機会を求め、ミランとの契約を更新せず退団。アタランタBCと契約を結んだ。
2014年9月13日、CAサン・ロレンソ・デ・アルマグロに加入した。
2016年1月26日、引退を発表。

## 代表経歴
1999年からコロンビア代表としてプレーし、優勝した2001年をはじめ、1999・2007・2011年と4度のコパ・アメリカに出場。2008年からはキャプテンを任されている。
2014年6月14日、38歳にして初めてFIFAワールドカップに出場。本大会ではキャプテンとしてチームを牽引し、ギリシャを3-0で下した。6月19日、グループリーグ第2戦のコートジボワール戦で、コロンビアでは3人目となる代表出場通算100試合を達成した。この大会において、ジェペスは最年長フィールドプレイヤーとなった。

## 指導者経歴
2016年4月、古巣であるデポルティーボ・カリの指揮官に就任。しかし翌年3月9日に成績不振により解任されることが発表された。

## 代表歴

### 出場大会
- コロンビア代表
  - 2014 FIFAワールドカップ

### 試合数
- 国際Aマッチ 102試合 6得点（1999年-2014年）[8]

| コロンビア代表 | 国際Aマッチ | 国際Aマッチ |
| 年             | 出場        | 得点        |
| -------------- | ----------- | ----------- |
| 1999           | 3           | 0           |
| 2000           | 9           | 0           |
| 2001           | 13          | 0           |
| 2002           | 0           | 0           |
| 2003           | 12          | 1           |
| 2004           | 7           | 1           |
| 2005           | 7           | 1           |
| 2006           | 0           | 0           |
| 2007           | 5           | 1           |
| 2008           | 3           | 0           |
| 2009           | 9           | 0           |
| 2010           | 6           | 0           |
| 2011           | 9           | 0           |
| 2012           | 5           | 0           |
| 2013           | 7           | 2           |
| 2014           | 7           | 0           |
| 通算           | 102         | 6           |

## タイトル

### クラブ
デポルティーボ・カリ
- カテゴリア・プリメーラA : 1998

リーベル・プレート
- プリメーラ・ディビシオン : 1999アペルトゥーラ, 2000クラウスーラ

PSG
- クープ・ドゥ・フランス : 2005-06
- クープ・ドゥ・ラ・リーグ : 2008

ミラン
- セリエA : 2010-11
- スーペルコッパ・イタリアーナ : 2011

### 代表
コロンビア
- コパ・アメリカ : 2001